# Pimpla aquilonia
Pimpla aquilonia är en stekelart som beskrevs av Cresson 1870. Pimpla aquilonia ingår i släktet Pimpla och familjen brokparasitsteklar. Arten är reproducerande i Sverige. Utöver nominatformen finns också underarten P. a. japonica.